# Serie B 2006 (pallapugno)
La Serie B 2006 è stata la serie cadetta del campionato italiano di pallapugno maschile.

## Squadre partecipanti
Nella stagione 2006 al campionato sono state iscritte 10 squadre.
| Club                                         | Capitano           | Città                      |
| -------------------------------------------- | ------------------ | -------------------------- |
| Benese                                       | Gianluca Isoardi   | Bene Vagienna (CN)         |
| Produttori Moscato d'Asti Associati Bistagno | Andrea Dutto       | Bistagno (AL)              |
| Valente Arte Contemporanea Bormidese         | Matteo Levratto    | Bormida (SV)               |
| Vallebormida Stampaggio Acciai Bubbio        | Daniele Giordano   | Bubbio (AT)                |
| Rebuffo Edile Ceva                           | Alessandro Simondi | Ceva (CN)                  |
| Don Dagnino                                  | Daniel Giordano    | Andora (SV)                |
| Albagrafica Nigella                          | Cristian Giribaldi | San Benedetto Belbo (CN)   |
| Pro Spigno                                   | Luca Gallarato     | Spigno Monferrato (AL)     |
| Rossini Caffè Bcc Alba Langhe e Roero Ricca  | Luca Galliano      | Ricca di Diano d'Alba (CN) |
| San Biagio                                   | Danilo Rivoira     | San Biagio (Mondovì) (CN)  |

## Prima Fase
|    | Club        | P    |
| -- | ----------- | ---- |
| 1  | Ricca       | 13   |
| 2  | Bubbio      | 13   |
| 3  | Nigella     | 12   |
| 4  | Don Dagnino | 11   |
| 5  | Ceva        | 6    |
| 6  | San Biagio  | 5    |
| 7  | Benese      | 5    |
| 8  | Bormidese   | 4    |
| 9  | Bistagno    | 3    |
| 10 | Pro Spigno  | Rit. |

## Seconda Fase
|   | Club        | P  |
| - | ----------- | -- |
| 1 | Bubbio      | 31 |
| 2 | Ricca       | 27 |
| 3 | Nigella     | 24 |
| 4 | Don Dagnino | 19 |
| 5 | Ceva        | 14 |
| 6 | San Biagio  | 5  |

|    | Club       | P    |
| -- | ---------- | ---- |
| 7  | Benese     | 12   |
| 8  | Bormidese  | 9    |
| 9  | Bistagno   | 3    |
| 10 | Pro Spigno | Rit. |

## Fase Finale

### Spareggi play-off
| Ceva        | San Biagio | 11-1 |
| Don Dagnino | Benese     | 11-7 |

| Don Dagnino | Ceva | 6-11 |

### Finali Scudetto
| Squadra 1 | Squadra 2 | Andata | Ritorno | Spareggio |
| --------- | --------- | ------ | ------- | --------- |
| Bubbio    | Ceva      | 11-6   | 5-11    | 5-11      |
| Ricca     | Nigella   | 11-5   | 11-10   |           |

| Squadra 1 | Squadra 2 | Andata | Ritorno |
| --------- | --------- | ------ | ------- |
| Ricca     | Ceva      | 8-11   | 7-11    |

## Squadra Campione
Rebuffo Edile Ceva
- Battitore: Alessandro Simondi
- Spalla:
- Terzini: